# گرهارد دامکولر
گرهارد دامکولر (آلمانی: Gerhard Damköhler؛ ۱۹۰۸ – ۱۹۴۴) یک شیمی‌دان اهل آلمان بود. عدد بدون بعد دامکولر در مهندسی شیمی به افتخار وی نامگذاری شده است.